# Гора Джона Лорі
Гора Джона Лорі, або Ямнушка — гора в Канаді.
Знаходиться на заході країни в провінції Альберта недалеко від міста Калгарі. Розташована в масиві Канадських Скелястих гір. Популярний альпіністський об'єкт, з більш ніж 100 маршрутами усіх категорій складності.
Ямнушка (Yamnuska) перекладається як «кам'яна стіна».